# Inkheart
Inkheart (prt: Inkheart - Coração de Tinta; bra: Coração de Tinta - O Livro Mágico) é um filme teuto-britano-estadunidense de 2008, dos gêneros aventura e fantasia, dirigido por Iain Softley, com roteiro de David Lindsay-Abaire baseado romance Tintenherz, da autora alemã Cornelia Funke.

## Sinopse
Mortimer e sua filha Meggie partilham a paixão por livros e viagens. Ele tem o dom de dar vida às personagens e histórias dos livros, tanto que sua mulher desapareceu nove anos antes, após a leitura de Coração de Tinta, quando os vilões do livro pularam para o mundo real. Mortimer precisa trazer sua mulher de volta, mas ao mesmo tempo tem de proteger sua filha e devolver os vilões às páginas do livro.

## Elenco
- Brendan Fraser.... Mortimer Folchart
- Sienna Guillory.... Theresa "Resa" Folchart
- Eliza Bennett.... Meggie Folchart
- Paul Bettany.... Dedo Empoeirado
- Jennifer Connelly.... Roxane
- Andy Serkis.... Capricórnio
- Jim Broadbent....Fenoglio
- Helen Mirren.... Elinor Loredan
- Rafi Gavron.... Farid
- Lesley Sharp.... Mortola
- Matt King.... Cockerell
- Jamie Foreman.... Basta
- Marnix Van Den Broeke.... The Shadow
- Steve Speirs.... Flatnose
- Jessie Cave.... Ninfa da Água
- Richard Strange.... antiquário
- Stephen Graham.... Fulvio